# Pelé
Pelé, polgári nevén Edson Arantes do Nascimento (Três Corações, 1940. október 23. – São Paulo, 2022. december 29.) háromszoros világbajnok brazil labdarúgó, korának meghatározó játékosa. Pelé életében 1390 mérkőzésen lépett pályára, és 767 (más számítások szerint 776) gólt szerzett, mérkőzésenkénti gólátlaga 0,94 volt. 2000-ben a FIFA szavazásán elnyerte az évszázad labdarúgója címet. Sokan a legnagyobb labdarúgónak tartják.

## Pályafutása

### Klubcsapatban
1952-ben a helyi Bauru AC-ben kezdett futballozni. 1956-ban a Santos játékosa lett, ahol 16 évesen debütált a felnőtt csapatban. A São Paulo állam bajnokságát tíz alkalommal, a kor legfontosabb brazil trófeáját, a Taça Brasilt ötször nyerte meg, 1961 és 1965 között. A mai brazil bajnokság elődjének számító Taça de Prataban 1968-ban tudott diadalmaskodni. 1962-ben és 1963-ban a csapatával megnyerte a Libertadores-kupát, és a Interkontinentális kupát is.
1975-ben távozott a Santosból, és 1977-ben a New York Cosmos színeiben megnyerte az amerikai labdarúgó-bajnokságot.

### A válogatottban
1957 és 1971 között 92 alkalommal lépett pályára a brazil válogatottban és 77 gólt szerzett. 1957-ben 16 évesen mutatkozott be. 1958-ban a svédországi világbajnokságon még nem volt 18 éves, amikor világbajnok lett. 1962-ben is tagja volt a végső győztes brazil keretnek, de egy sérülés miatt csak az első két mérkőzésen szerepelt. 1970-ben, Mexikóban harmadszor nyert világbajnokságot.

### Jellemzés
A legenda szerint szülővárosa mellékutcáiban tanult meg focizni, itt rúgta labdaként a ronggyal kitömött zoknit. Szegény családban nőtt fel, amelyben a futballnak nagy hagyományai voltak. Apja, ragadványnevén Dondinho, ígéretes középcsatár volt, de pályáját derékba törte egy sérülés. Edson már kisgyerekként is élt-halt a fociért. Anyja, labdarúgó felesége lévén, azt tapasztalta, hogy ebből a sportból nem lehet megélni, ezért ellenezte, hogy a fia is ezt a pályát válassza, ám mindhiába: Edsonnak vérében volt a futball. Erről maga Pelé később így nyilatkozott: „Focistának születtem, ahogy Beethoven muzsikusnak. Olyan nekem a futball, mint valami vallás. Imádom és istenként tisztelem a labdát.”
A mindössze 172 cm magas, 68 kg-os játékost egész pályafutása alatt izmos, jó kötésű sportolónak ismerték, akiben a fizikai erő bámulatos labdaérzékkel és az ellenfelek gyengéinek ösztönös felismerésével párosult. Posztjai: összekötő és középcsatár. Ifjúként a játéktéren még gyakran elvesztette a fejét, de hamar megtanult uralkodni magán, s a sportszerűség és az önfegyelem mintaképe lett. A futball koronázatlan királyának tekintik, noha 16 éves korában elszenvedett súlyos térdsérüléseinek következményei egész pályafutását végigkísérték.

## Sikerei, díjai
Santos FC
- Brazil bajnok (6): 1961, 1962, 1963, 1964, 1965, 1968
- Copa Libertadores győztes (2): 1962, 1963
- Interkontinentális kupagyőztes (2): 1962, 1963
- Interkontinentális bajnokok szuperkupája-győztes (1): 1968
- Paulista bajnok (10): 1958, 1960, 1961, 1962, 1964, 1965, 1967, 1968, 1969, 1973

Brazília
- Világbajnok (3): 1958, 1962, 1970
- Atlanti-kupa (1): 1960
- Copa Roca (2): 1957, 1963
- Oswaldo Cruz-kupa (3): 1958, 1962, 1968

Egyéni
- A világbajnokság legjobb fiatal játékosa (1): 1958
- A világbajnokság ezüstlabdása (1): 1958
- A világbajnokság aranylabdása (1): 1970
- A Copa América legjobb játékosa (1): 1959
- A Copa América gólkirálya (1): 1959 (8 gól)
- A brazil bajnokság gólkirálya (3): 1961 (7 gól), 1963 (8 gól), 1964 (7 gól)
- A Paulista bajnokság gólkirálya (11): 1957, 1958, 1959, 1960, 1961, 1962, 1963, 1964, 1965, 1969, 1973
- A Copa Libertadores gólkirálya (1): 1965 (8 gól)
- Az Interkontinentális kupa gólkirálya (2): 1962, 1963
- Bola de Ouro (1): 1970
- Az év dél-amerikai labdarúgója (1): 1973
- FIFA Érdemrend (1984)
- A FIFA 100 tagja (2004)
- A World Soccer magazin – 100 legnagyszerűbb játékos a 20. században tagja (1999)

## Kitüntetései
- 1961-ben Brazília elnöke Pelét nemzeti kinccsé nyilvánította
- 1982-ben a világ labdarúgása érdekében tanúsított kiemelkedő teljesítményéért megkapja a FIFA Arany Medál-díját.
- 1999-ben az AIPS beválasztotta a 20. század 25 legjobb sportolója közé.
- 2000-ben a szakmai zsűri neki ítélte a FIFA Évszázad labdarúgója díját.
- 2014. január 13-án tiszteletbeli aranylabdássá avatták, arra való tekintettel, hogy aktív játékos korában brazilként még nem kaphatta meg ezt a kitüntetést.
- A Nemzetközi Olimpiai Bizottság az évszázad sportolójává választotta.
- Pelé az egyetlen játékos a történelemben, aki 3 világbajnokságot nyert.

## Kötetei magyar nyelven
- Pelé. Önéletrajz; riporter Orlando Duarte, Alex Bellos, ford. Zentai György; Gabo, Bp., 2010
- Pelé–Brian Winterː Csak a foci; ford. Wertheimer Gábor; Libri, Bp., 2014

### Könyv róla
- Fritz Hack: Pelé, a fekete gyöngyszem (Sport Lap- és Könyvkiadó, Budapest, 1966, fordította: Hoffer József)
- Harmos Zoltán–Szabados Csaba: Pelé; Aréna 2000, Bp., 2006 (Minden idők legjobb futballistái)
- Jerome Bureau: Brazilok, a futball varázslói. Friedenreich, Leonidas, Ademir, Didi, Gilmar, Garrincha, Amarildo, Pelé, Tostao, Zico, Sócrates, Romário, Ronaldo, Ronaldinho; ford. Kormanik Zsolt; Aréna 2000, Bp., 2006
- Hegyi Iván: Világszámok; Sprint Kft., Budapest, 2018–
  - 1. 10-esek. Puskás, Pelé, Maradona, Platini, Zico, Gullit, Zidane, Totti, Ronaldinho, Messi, Neymar; 2018

## Egyebek
- Több filmben is játszott, leghíresebb alakítását a Menekülés a győzelembe (1981) című filmben nyújtotta, amelyet Budapesten forgattak.
- 1994-ben kinevezték Brazília sportminiszterévé.
- A keresztény vallású Pelé visszavonulása után könyveket is írt.
- 2016-ban filmet (Pelé: Birth of a Legend) készítettek az életéről.[13]